# Мин (бог)
Вижте пояснителната страница за други значения на Мин.
Мин египетско божество божество във форма на мъж. Бил е почитан от мъжете като бог на плодовитостта, а по-късно като дъждовен бог, който помагал за развитието на реколтата.
| R22 · R12 | C8 |

| R22 · R12 | C8 |

Храм: Коптос
Животно: бик
Растение: маруля